# Großsteingrab Dahmsdorf
Das Großsteingrab Dahmsdorf war eine megalithische Grabanlage der jungsteinzeitlichen Nordgruppe der Trichterbecherkultur bei Dahmsdorf, einem Ortsteil der Gemeinde Zarpen im Kreis Stormarn in Schleswig-Holstein. Es trägt die Fundplatznummer Dahmsdorf LA 2.

## Forschungsgeschichte
Die Anlage wurde zu einem nicht näher bekannten Zeitpunkt in den 1950er Jahren oder früher bei landwirtschaftlichen Aktivitäten entdeckt und zerstört. Der Feldbesitzer fertigte hierüber aber einen Bericht an. Hans Hingst publizierte das Grab erstmals 1959 in seiner Monografie zur Vorgeschichte des Kreises Stormarn.

## Beschreibung
Der Standort des Grabes zeichnete sich im Gelände als flache Bodenerhebung ab. Die Grabkammer hatte eine Länge zwischen 2 m und 2,5 m sowie eine Breite und Höhe von jeweils etwas über 1 m. Zur Orientierung liegen keine Angaben vor. Die Kammer bestand aus nach innen geneigten Wandsteinen und zwei darauf ruhenden Decksteinen. Die genaue Zahl der Wandsteine ist nicht überliefert. Aufgrund der Länge der Kammer und der Zahl der Decksteine dürfte es sich bei der Kammer wahrscheinlich um einen erweiterten Dolmen mit zwei Wandsteinpaaren an den Langseiten gehandelt haben.
Bestattungsreste oder Beigaben wurden bei der Abtragung des Grabes nicht beobachtet.

## Mögliches zweites Grab
In der Kirchspielchronik Wedel des Pastors J. Rist wird ein „heidnisches Steindenkmal“ in Dahmsdorf beschrieben, das später zerstört wurde. Diese Anlage soll aus einem großen „Opferstein“ bestanden haben, um den mehrere kleine Steine aufgerichtet waren. Diese Beschreibung passt zu einem Großsteingrab.